# Tolken in de klassieke oudheid
Zowel het Oude Griekenland als het Romeinse Rijk werden tijdens de klassieke oudheid via handelsbetrekkingen en oorlogen met naburige volkeren met meertalige situaties geconfronteerd. De Oud-Egyptische samenleving was tijdens de hellenistische en de Romeinse periode op zichzelf al meertalig. Tijdens zulke taalcontacten speelden tussenpersonen (tolken) (Oudgrieks: ἑρμηνεύς, Latijn: interpres) een rol. Zowel in de overgeleverde teksten als in de archeologische vondsten vinden we sporen van meertalige bemiddeling terug.

## Terminologie en definities
De Griekse term hermèneus (ἑρμηνεύς) is verwant met het Karische woord armon, en kan ‘tolk’ betekenen, maar ook ‘uitlegger’, ‘koppelaar’, ‘bemiddelaar’ of ‘tussenpersoon’. In de volksetymologie wordt er een verband gelegd met de Griekse god Hermes (Ἑρμῆς), de boodschapper van de goden. In papyri uit Egypte tijdens de hellenistische en de Romeinse periode wordt het woord hermèneus ook gebruikt voor schriftelijke vertalers.
Het Latijnse woord interpres wordt gevormd door het prefix inter- ‘tussen’ te verbinden met het Proto-Indo-Europese *per (‘verkopen’, ‘verhandelen’), wat de betekenis ‘tussenpersoon’ oplevert, en bij uitbreiding ook ‘uitlegger’ of ‘tolk’ kan betekenen.

## Griekse wereld
Over het algemeen besteedden de Grieken weinig aandacht aan andere talen dan de Griekse dialecten en, als ze dat al deden, was dat vaak op een geringschattende manier. Niettemin vinden we in bepaalde schriftelijke bronnen zowel impliciete als expliciete verwijzingen naar tolken, meer bepaald in de werken van Xenophon en Herodotus, waarin er geen sprake is van zo een wantrouwige of negatieve houding ten aanzien van tolken.

### Xenophon
In de Anabasis geeft Xenophon zijn relaas over zijn tocht door Perzië met het leger van de Perzische koning Cyrus III, die tegen zijn broer Artaxerxes II optrok. In dat werk worden verschillende tolken vermeld die een rol speelden in de communicatie tussen Griekse huurlingen en lokale bevolkingen of vijandelijke legers. De tolken die bij naam genoemd worden zijn Pigres, Pategias en Timisitheus. 
Pigres was een Perzische tolk en een vertrouweling van Cyrus. Hij speelde een rol in de communicatie tussen Cyrus en de Griekse huurlingen die deelnamen aan zijn veldtocht tegen Artaxerxes. Pategias bracht in het Grieks en in het Perzisch de boodschap aan het leger over dat de vijandelijke troepen in aantocht waren. Timesitheus trad op als tolk tussen Xenophon en de Mossynoeci, een Klein-Aziatische bevolkingsgroep ten zuidoosten van de Zwarte Zee. 

### Herodotus
In de Historiën van Herodotus komen tolken in meerdere passages expliciet voor. Zo schrijft Herodotus dat de Egyptische koning Psammetichus I Egyptische jongens aan de Ioniërs en de Kariërs heeft toevertrouwd, opdat ze grondig Grieks zouden leren. Deze zouden later een goed opgeleide eigen beroepsgroep vormen, naast de priesters, de soldaten, de koeherders, de zwijnenhoeders, de winkeliers en de schippers. Uit die passages blijkt dat in het Oude Egypte in de 5de eeuw v.C. het belang van de vertaal- en tolkpraktijk erkend werd en dat er aandacht werd besteed aan de manier waarop die beroepsbeoefenaars hun taalvaardigheden verwierven. 
Voorts laat Herodotus niet onvermeld dat er tijdens de gesprekken tussen de Lydische koning Croesus en de Perzische koning Cyrus tolken bijgeroepen werden en dat de Scythen handel drijven in zeven talen met zeven tolken.

## Oude Egypte
Tijdens de hellenistische en de Romeinse periode werden in het Oude Egypte meerdere talen gesproken, hoofdzakelijk Grieks, Egyptisch en Latijn.
De term ‘hermèneus’ komt veelvuldig voor in het zogenaamde Zenon-archief, een papyrusverzameling uit de derde eeuw v.C. Er is echter geen eensgezindsheid over de precieze functie van de ‘hermèneis’, aangezien ze vaak betrokken zijn bij handelstransacties, waarbij het niet te achterhalen valt of de term specifiek ‘tolk’ betekent, of meer in het algemeen ‘tussenpersoon’. 
Een context waarin de ‘hermèneus’ ondubbelzinnig als een ‘mondelinge vertaler’ optreedt, is in de rechtbank. In de overgeleverde documenten uit de Romeinse periode wordt vermeld dat de getuigen in de hoorzitting “via een tolk” (δι᾽ ἑρμηνέως) spreken. In slechts één zaak wordt de tolk bij naam genoemd. Met de vaste formule “voor zover mogelijk” (κατὰ τὸ δυνατόν) werd officieel geakteerd dat de tolk naar beste vermogen vertaalde, maar niet wettelijk verantwoordelijk gehouden kon worden voor het resultaat. 
Een bijzondere praktijk in het Oude Egypte was het tolken tussen mondeling Egyptisch en geschreven Grieks, met name in de context van notariële akten. De beschikkingen werden door de opdrachtgever gedicteerd in het Egyptisch, opgeschreven in het Grieks en bij het voorlezen aan de bestemmeling opnieuw in het Egyptisch vertaald. De reden voor deze werkwijze is de hoge graad van ongeletterdheid van de Egyptisch sprekende bevolking en het feit dat er tijdens die periode geen algemene schriftelijke vorm van Egyptisch bestaat, wat de beroepsschrijvers ertoe noopt zich van het Grieks te bedienen.  

## Romeinse Rijk
Voor het Romeinse Rijk vinden we zowel literaire als materiële bronnen met verwijzingen naar tolken en de tolkpraktijk. De meertalige communicatie gebeurde zowel tussen het Latijn en het Grieks, de twee prestigieuze talen die de Romeinse elite min of meer beheerste, als tussen het Latijn en de talen van de overwonnen volkeren, waarbij alleen het Latijn een hoog aanzien genoot. 
Er werd getolkt in verschillende contexten, met name in de diplomatie en de politiek, op het militaire vlak en bij handelsbetrekkingen. 

### Diplomatie en politiek
Tolken werden vaak ingezet in de politieke arena; niet alleen omwille van hun taalvaardigheden, maar ook omwille van hun cultureel inzicht of om een statement te maken. 
Met hun culturele kennis waren ze goed geplaatst om ook een adviserende rol te spelen. Zo schrijft de Oost-Romeinse historicus Priskos van Panion over de tolk-diplomaat Vigilas, die aan het hof van Theodosius II in Byzantium werkte, en twee Romeinse missies naar Attila de Hun begeleidde. 
Julius Caesar vermeldt in De Bello Gallico zijn vertrouweling Valerius Procillus (of Gaius Valerius Troucillus), waarop hij een beroep doet als tolk voor een vertrouwelijk gesprek met de druide Diviciacus, een vooraanstand lid van de Aedui, een Gallische stam, en die hij afvaardigt als gezant naar de Suevische koning Ariovistus. Daar wordt hij echter gevangengezet en later – na Ariovistus’ dood – door Caesar bevrijd. 
Als twee partijen elkaars taal wél spraken of begrepen, werden er ook soms tolken ingezet om een politiek punt te maken.
De Romeinse elite was veelal taalvaardig in zowel Grieks als Latijn. Toch zouden Romeinse magistraten volgens Valerius Maximus ook in Griekenland en Azië altijd Latijn spreken en gebruikmaken van een tolk om de “waardigheid” (het prestige) van de Latijnse taal te bestendigen. 
Cato de Oudere zou de Atheense volksvergadering in het Latijn hebben toegesproken, opdat de Atheners een staaltje Latijnse brevitas zouden kunnen bewonderen. Omgekeerd werden Griekse sprekers in de Senaat naar het Latijn getolkt om de overtuigingskracht van de Griekse retoriek te doorbreken. 
Ook voor Hannibal is de inzet van tolken een aspect van zijn politieke powerplay. De gesprekken tussen Hannibal en Scipio Africanus vóór de slag bij Zama verliepen uitsluitend via tolken, hoewel beide aanvoerders Grieks spraken en Hannibal ook wat Latijn sprak.

### Militair
Aan de grenzen van het Romeinse Rijk maakten tolken deel uit van het leger. Het opschrift op de sarcofaag van Marcus Ulpius Celerinus verwijst naar zijn hoedanigheid van interprex Dacorum (‘tolk van de Daciërs’), waaruit een zekere trots en zelfbewustzijn spreken. Tolken in het Romeinse leger werden evenveel betaald als de andere soldaten, maar soms kregen ze een dubbel voedselrantsoen of een geldbedrag om hun onkosten te dekken. 

### Handel
Interpretes speelden ook een rol in de handel. Daarvan vinden we sporen in tabletten uit het Romeinse castrum in Vindolanda. Tablet 213 bevat fragmenten van een brief met praktische regelingen in verband met een handelstransactie voor de graanbevoorrading van dat Romeinse fort. We vinden op dat tablet de formule "ut interpreteris", wat kan worden vertaald als “opdat je als tussenpersoon optreedt”. Het is niet duidelijk of er in die context ook getolkt werd, als is het wel denkbaar, aangezien het over een fort aan de buitengrenzen van het Romeinse Rijk ging. 
Een gelijkaardig document is een schrijfplankje  dat in het Friese Tolsum teruggevonden werd. Het gaat meer bepaald over een wisselbrief, waarin een zekere Quadratus “interpretavit”. Het is opnieuw niet duidelijk of dat “bemiddelen” enkel handelsgerelateerd was of ook een talig aspect had. 

### Visie van de Romeinse samenleving op tolken
In tegenstelling tot de door Herodotus beschreven situatie in Egypte vormen de tolken in het Romeinse Rijk geen eenduidig herkenbare beroepsgroep. Ze werken in het leger of in de administratie, maar vaak is tolken slechts een deel van hun takenpakket. 
Er zijn geen aanwijzingen van het bestaan van structurele opleidingen voor tolken, noch expliciete vereisten met betrekking tot de taalvaardigheden en de culturele kennis waarover ze moesten beschikken. Blijkbaar volstond het om een moedertaalspreker te zijn van een andere taal dan het Latijn en het vertrouwen te genieten van de opdrachtgever om als tolk te worden ingezet. 
In vele gevallen wordt het tolken beschouwd als een ‘functie’ en de tolk als ‘instrument’ om een (politiek, militair of commercieel) doel te bereiken.
Deze ‘instrumentele’ visie wordt door Cicero verder uitgebuit en afgezet tegen een meer retorische, literaire manier van vertalen. In De finibus bonorum et malorum (Over de grenzen van goed en kwaad) stelt hij dat het onnodig is om “een woord-voor-woord-vertaling eruit te persen, zoals onwelsprekende tolken (indiserti interpretes) plegen te doen”. Tolken zijn volgens Cicero niet (retorisch) geschoold. Ze doen als het ware dienst als een spreekbuis, maar missen het oordeelsvermogen (iudicium) om de oorspronkelijke tekst te begrijpen en in Latijnse taaleigen bewoordingen en op een stilistisch verzorgde manier over te brengen.  